# Piusa
Piusa är en by (estniska: küla) i Võru kommun i landskapet Võrumaa i sydöstra Estland. Byn ligger vid järnvägen mellan Valga och Petseri, på vänstra (norra) sidan av ån Piusa, vid gränsen mot Setomaa kommun, nära gränsen mot Ryssland.
Före kommunreformen 2017 hörde byn till dåvarande Orava kommun i landskapet Põlvamaa.

## Galleri

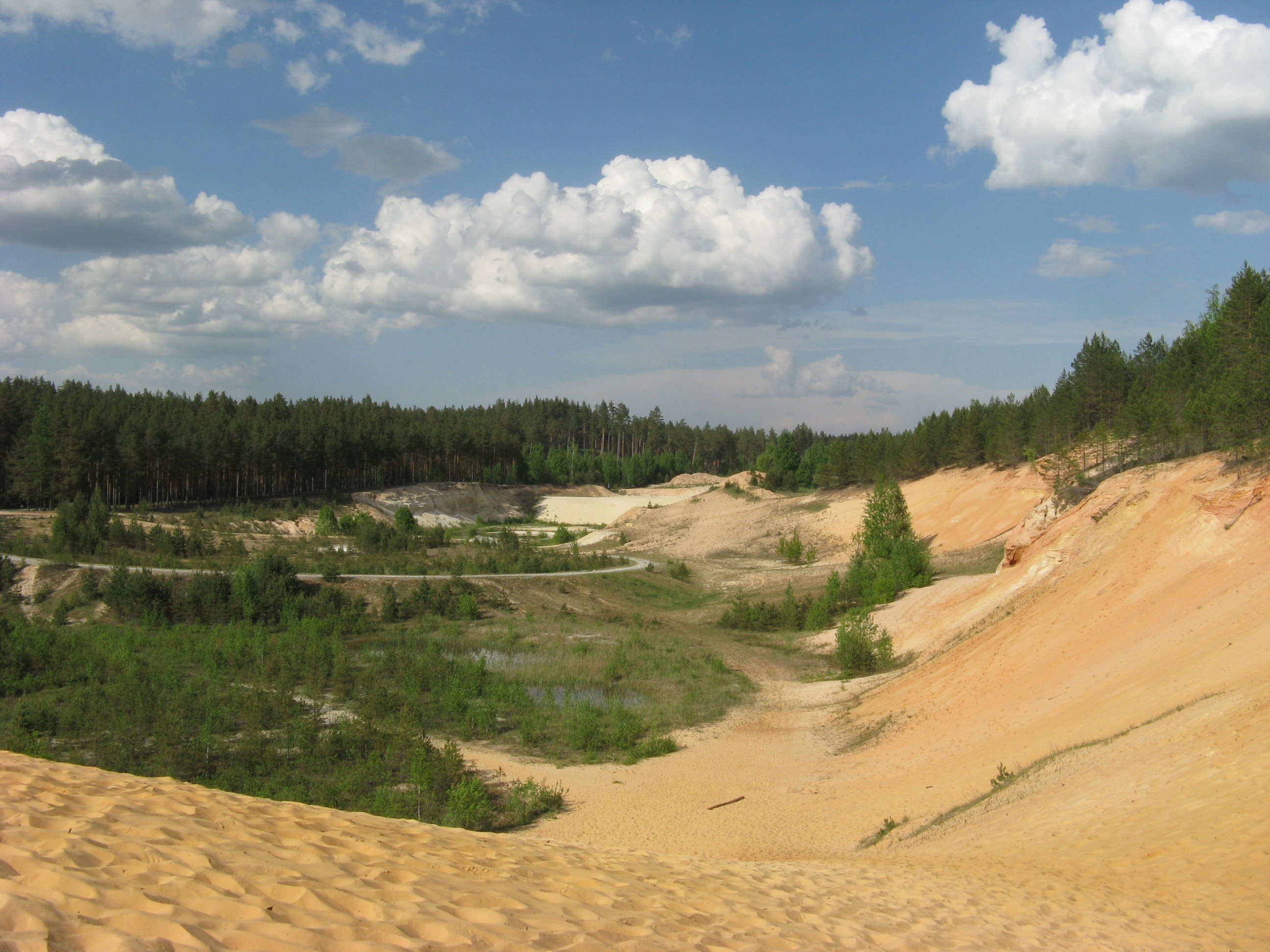
Gamla sandbrottet.
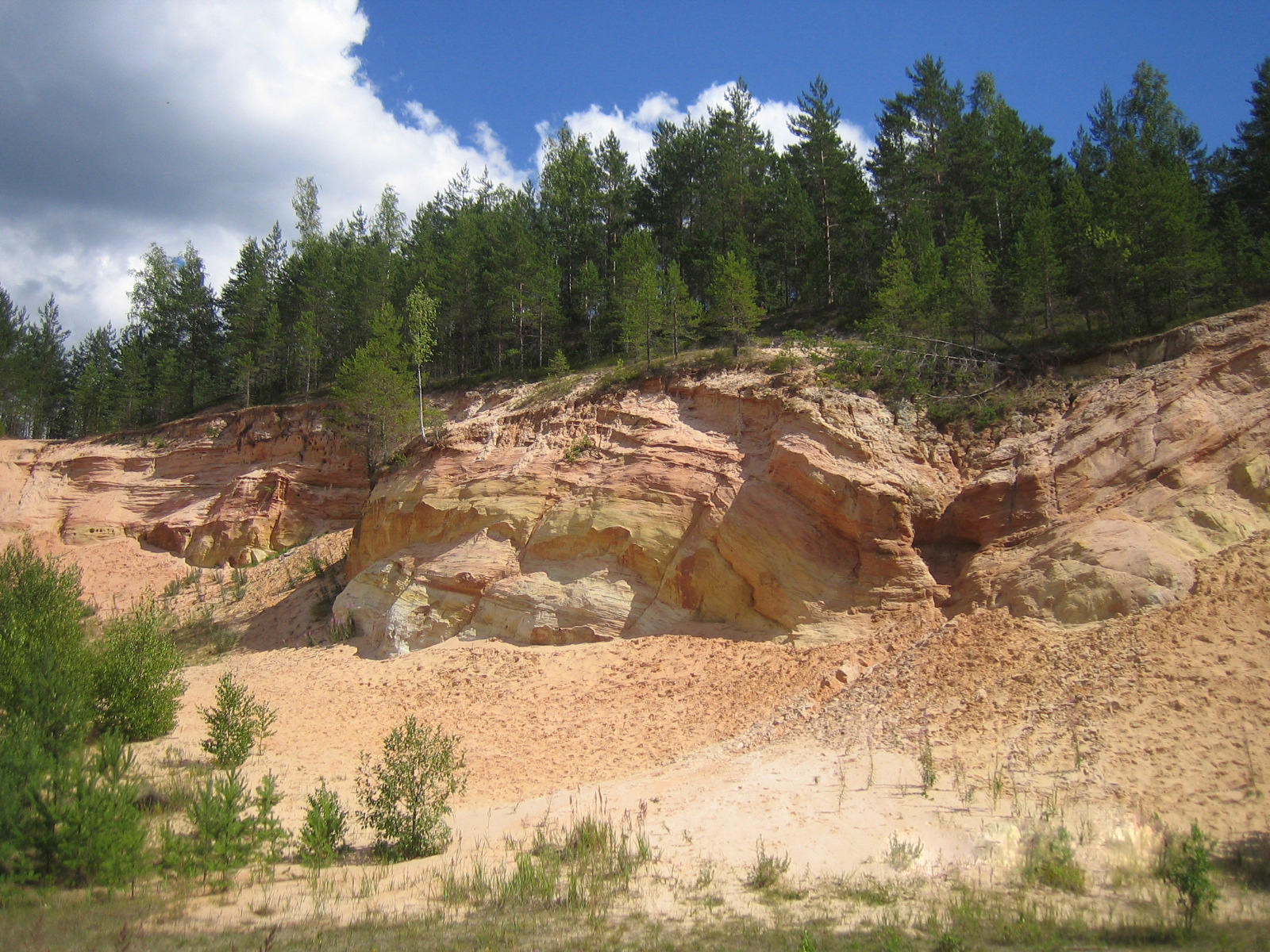
Gamla sandbrottet.
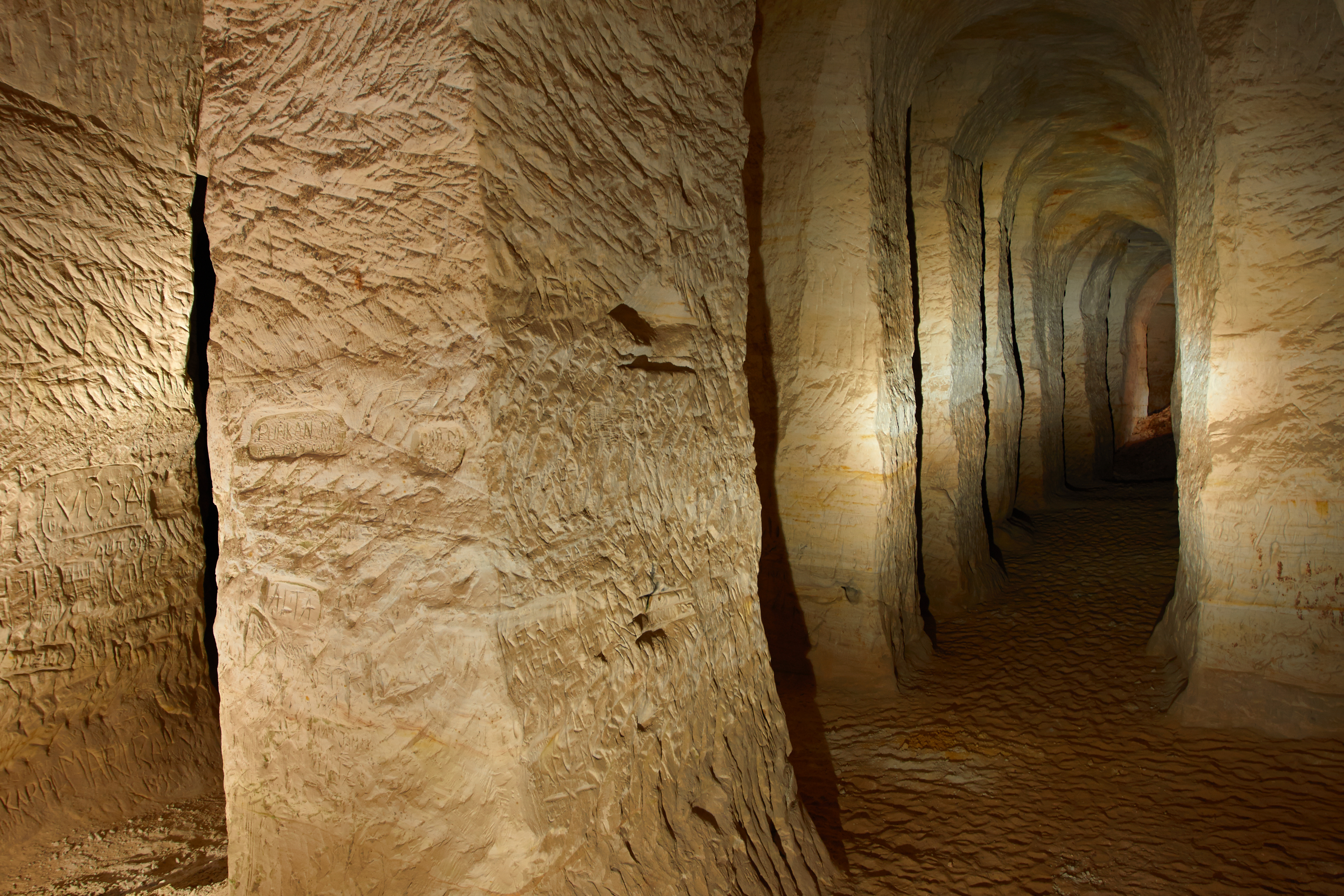
Sandgrottan.